# Iulietta Bukuvala
Iulietta Bukuvala –en grec, Ιουλιέττα Μπουκουβάλα– (Ioànnina, 28 d'agost de 1983) és una esportista grega que va competir en judo, guanyadora d'una medalla de bronze al Campionat Mundial de Judo de 2010 i una medalla de plata al Campionat Europeu de Judo de 2012.

## Palmarès internacional
| Campionat Mundial | Campionat Mundial     | Campionat Mundial | Campionat Mundial |
| Any               | Lloc                  | Medalla           | Categoria         |
| ----------------- | --------------------- | ----------------- | ----------------- |
| 2010              | Tòquio ( Japó)        | 3                 | –57 kg            |
| Campionat Europeu |                       |                   |                   |
| Any               | Lloc                  | Medalla           | Categoria         |
| 2012              | Txeliàbinsk ( Rússia) | 2                 | –57 kg            |